# Свети Николай (Бер, XVII век)
„Свети Николай“ (на гръцки: Άγιος Νικόλαος), известна и като „Свети Спиридон“ (Άγιος Σπυρίδων), е късносредновековна православна църква в южномакедонския град Бер (Верия), Егейска Македония, Гърция. Храмът е част от енория „Свети Георги“.

## История
Църквата е издигната през XVII век. В архитектурно отношение представлява трикорабна базилика с дървен покрив и нартекс. В XX век са направени радикални промени на храма. Покривът е двускатен. Във вътрешността корабите са разделени с колони. В наоса и на източната стена на нартекса има стенописи. Според надписа в централния кораб над изхода те са от 1617 година.